# Olympique Club de Safi
L'Olympique Club de Safi (in arabo نادي أولمبيك أسفي‎?), noto come Olympique de Safi, è una società calcistica marocchina con sede a Safi, in Marocco, fondato nel 1921. Milita nella massima divisione nazionale, la Botola 1 Pro, e disputa le partite casalinghe allo stadio El Massira, che ha una capienza di 15 000 posti. 

## Storia
L'Olympique Club Safi è uno dei più antichi club del Marocco, è stato fondato nel 1921 da un gruppo di francesi ed europei risedenti a Safi, il Club all'inizio portò il nome di "Union Sportive de Safi" (in arabo : الإتحاد الرياضي لأسفي) abbreviato (U.S.S).
Abdel-Salam Alsde fu l'unico giocatore marocchino nel club; solo nel 1930 iniziarono a giocare altri calciatori marocchino, che ben presto divennero la spina dorsale del club.
Nel 1935 il club salì in prima divisione.

### Periodi storici
- 1921 : fondazione del club sotto il nome di Union Sportive de Safi.
- 1956 : Il club viene rinominato Ittihad Safi
- 1986 : Il club viene rinominato Olympic Club de Safi
- 2004 : Il club va in prima divisione
- 2005 : la prima partecipazione del club al Champions League araba.

## Strutture del club

### Stade El Massira

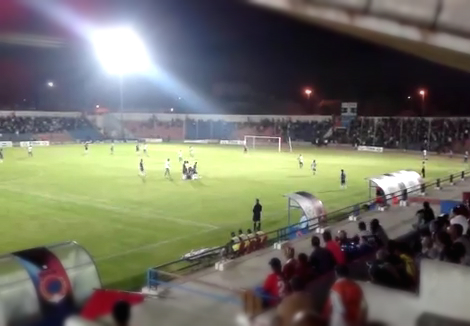
Stade El Massira

Lo stade El Massira (in arabo: ملعب المسيرة الخضراء) è uno stadio situato a Safi in Marocco, ed è lo stadio ufficiale del Olympique de Safi. Ospita le partite casalinghe della squadra. Ha una capacità di 15.000 posti.

### Centro formazione calcio Club O.C.Safi
Il Centro formazione calcio Club O.C.Safi è un centro formazione giovanile situato nella città di Safi in Marocco; il centro può ospitare fino a 60 giovani di età tra i 13 e i 18 anni.
È un centro riconosciuto dalla Federazione calcistica del Marocco come uno dei miglior centri del Marocco, ed è costato circa 6.400.000 dirham.
Il 15 aprile 2013 la scuola di calcio O.C.Safi ha vinto la seconda edizione del campionato giovanile marocchino.

## Palmarès

### Competizioni nazionali
- Botola 2: 1

2003-2004

### Altri piazzamenti
- Coppa del Marocco:

Finalista: 2016
Semifinalista: 2013

## Sponsor
Office Chérifien des Phosphates (OCP) è lo sponsor ufficiale della società sportiva di Olympique Safi dal 1986.

## Squadra

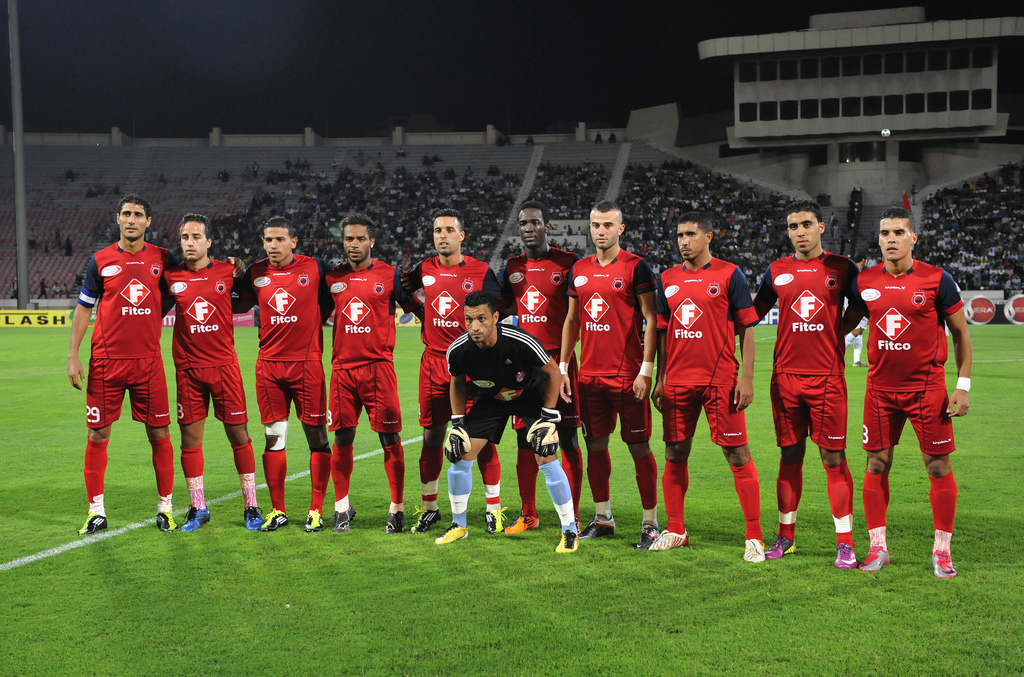
Olympique de Safi 2011-2012

| N. |                           | Ruolo | Calciatore           |
| -- | ------------------------- | ----- | -------------------- |
|    | Marocco (bandiera)        | P     | Youssef Bouterbouche |
|    | Marocco (bandiera)        | P     | Mohamed Sidi Khoya   |
|    | Marocco (bandiera)        | P     | Abdellatif Marouik   |
|    | Marocco (bandiera)        | P     | Zouhir Afifi         |
|    | Marocco (bandiera)        | P     | Abdessamad Zairi     |
|    | Marocco (bandiera)        | D     | El Mehdi Khermaj     |
|    | Marocco (bandiera)        | D     | Mohammed El Karkouri |
|    | Marocco (bandiera)        | D     | Noureddine Boubou    |
|    | Marocco (bandiera)        | D     | Noureddine Gamra     |
|    | Marocco (bandiera)        | D     | Taha Akil            |
|    | Marocco (bandiera)        | D     | Youssef Nafe         |
|    | Marocco (bandiera)        | D     | Adil Haliouiat       |
|    | Marocco (bandiera)        | D     | Amine El Karma       |
|    | Marocco (bandiera)        | C     | Azeddine Touama      |
|    | Costa d'Avorio (bandiera) | C     | Didier Ourakouna     |
|    | Marocco (bandiera)        | C     | Amine El Karma       |
|    | Marocco (bandiera)        | C     | Jalal Daoudi         |
|    | Marocco (bandiera)        | C     | Kamal El Ouassil     |

| N. |                           | Ruolo | Calciatore              |
| -- | ------------------------- | ----- | ----------------------- |
|    | Marocco (bandiera)        | C     | Khalid Zouine           |
|    | Marocco (bandiera)        | C     | Mohamed El Ansri        |
|    | Marocco (bandiera)        | C     | Mohamed Tirech          |
|    | Mali (bandiera)           | C     | Mose Endy               |
|    | Marocco (bandiera)        | C     | Mounir Benkassou        |
|    | Marocco (bandiera)        | C     | Othmane Nassif          |
|    | Marocco (bandiera)        | C     | Yassine Naoum           |
|    | Marocco (bandiera)        | A     | Abdelaziz Benchaiba     |
|    | Costa d'Avorio (bandiera) | A     | Josué Alex Aguie        |
|    | Marocco (bandiera)        | A     | Houssameddine Essenhaji |
|    | Marocco (bandiera)        | A     | Aziz Jounaid            |
|    | Marocco (bandiera)        | A     | Mehdi Jounaid           |
|    | Marocco (bandiera)        | A     | Mehdi Namli             |
|    | Marocco (bandiera)        | A     | Mustapha Naimi          |
|    | Marocco (bandiera)        | A     | Nabil Koalasse          |
|    | Mali (bandiera)           | A     | Rafan Sidibe            |

## Allenatori
- Alain Geiger (27 aprile 2007-3 dicembre 2007)
- Youssef Lemrini (10 gennaio 2013-20 giugno 2013)
- Badou Zaki (1º luglio 2013-17 dicembre 2013)
- Youssef Fertout (24 dicembre 2013 -)

## Tifoseria
Gli Ultras Shark 2006 (US6) sono i tifosi del Olympique Club de Safi è stato fondato nel 2006. Il loro principale obiettivo è quello di appoggiare la squadra sia in casa che in trasferta.
| Nome              | Abbreviazione | Anno di fondazione | Tribuna     |
| ----------------- | ------------- | ------------------ | ----------- |
| Ultras Shark 2006 | US6           | 2006               | Tribune ... |